# Lentilly
Lentilly este o comună în departamentul Rhône din sud-estul Franței. În 2009 avea o populație de 5.296 de locuitori.

## Evoluția populației
| An        | 1975  | 1982  | 1990  | 1999  | 2006  | 2009  |
| --------- | ----- | ----- | ----- | ----- | ----- | ----- |
| Populație | 2.113 | 2.537 | 3.819 | 4.719 | 5.110 | 5.296 |